# Tramea lacerata
Tramea lacerata is een libellensoort uit de familie van de korenbouten (Libellulidae), onderorde echte libellen (Anisoptera).
De wetenschappelijke naam Tramea lacerata is voor het eerst geldig gepubliceerd in 1861 door Hagen.